# Michael Westphal
Michael Westphal (Pinneberg, 19 de fevereiro de 1965 – Hamburgo, 2 de junho de 1991) foi um tenista da Alemanha Ocidental.
Westphal participou por seu país natal nos Jogos Olímpicos de Verão de 1984, chegando às quartas de final. Alcançou seu mais alto ranking da Associação de Tenistas Profissionais (ATP) como número 49 do mundo em março de 1986.
Westphal morreu por complicações associadas à síndrome da imunodeficiência adquirida (AIDS) em 20 de junho de 1991, aos 26 anos de idade. Foi sepultado no Cemitério de Ohlsdorf em Hamburgo. Sua doença, diagnosticada em 1988, não foi revelada na época. Somente 10 anos depois de sua morte sua então companheira Jessica Stockmann revelou a causa de sua morte em um talk show.